# La Asunción, Cintalapa
La Asunción är en ort i Mexiko.   Den ligger i kommunen Cintalapa och delstaten Chiapas, i den sydöstra delen av landet, 600 km sydost om huvudstaden Mexico City. La Asunción ligger 655 meter över havet och antalet invånare är 169.
Terrängen runt La Asunción är platt åt nordväst, men åt sydost är den kuperad. Runt La Asunción är det ganska glesbefolkat, med 30 invånare per kvadratkilometer. Närmaste större samhälle är Cintalapa de Figueroa, 19,3 km nordost om La Asunción. Omgivningarna runt La Asunción är en mosaik av jordbruksmark och naturlig växtlighet.